# Молман, Эшли
Эшли Молман-Пасио, Эшли Мулман (англ. Ashleigh Moolman Pasio, в девичестве Молман, род. 9 декабря 1985, Претория) — южноафриканская профессиональная шоссейная велогонщица, выступающая за женскую команду UCI, SD Worx. На летних Олимпийских играх 2012 года она участвовала в групповой гонке, заняв 16-е место, и в индивидуальной гонке, заняв 24-е место.
9 декабря 2020 года она выиграла первый Чемпионат мира по кибервелоспорту, организованный на онлайн-платформе Zwift.

## Карьера

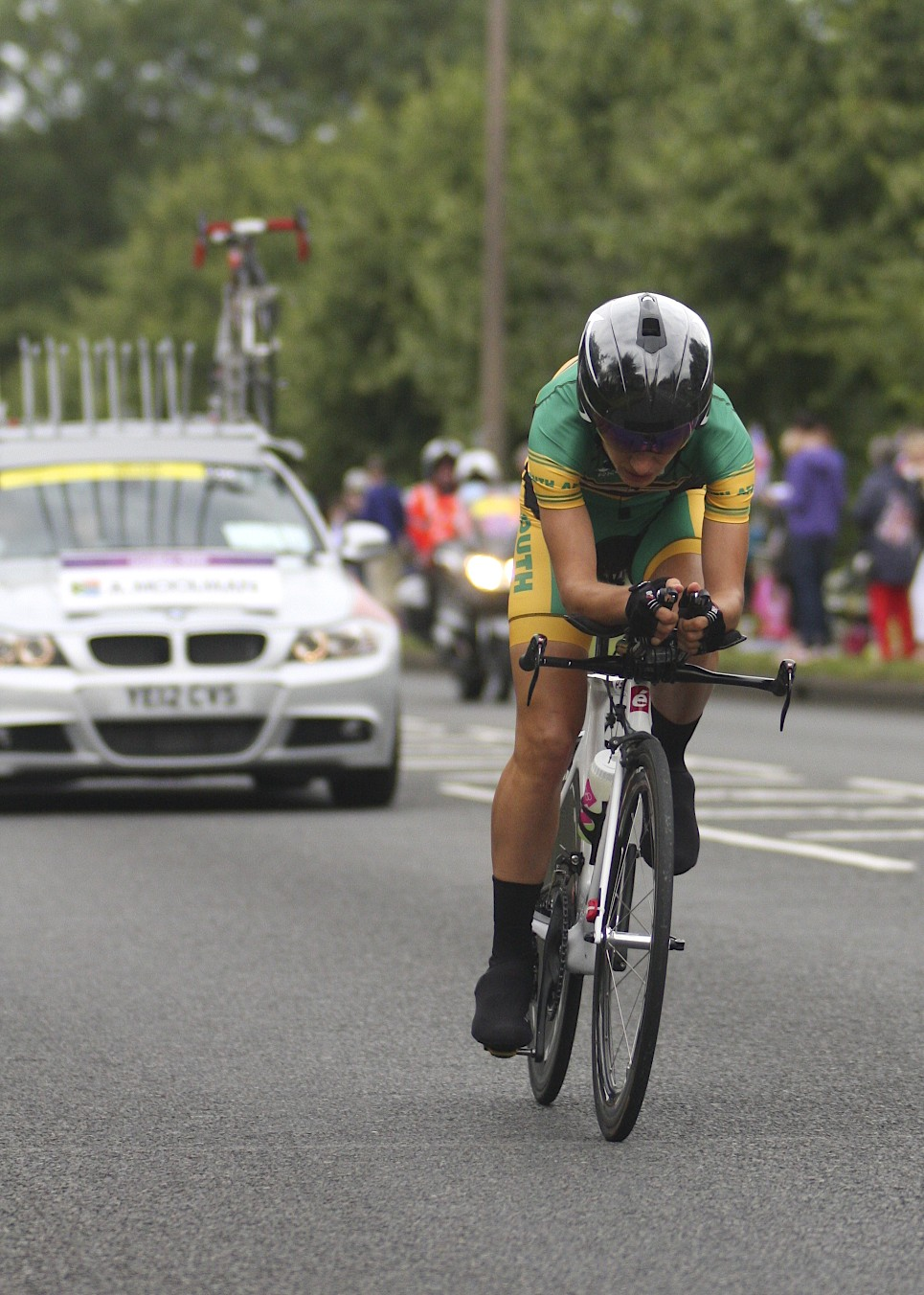
Молман в 2012 году.

Она пыталась начать карьеру в триатлоне, но после открытия таланта в велоспорте и ряда травм полностью посвятила себя профессиональному шоссейному велоспорту.
На Играх Содружества 2014 года она завоевала бронзовую медаль в женской шоссейной гонке и заняла 15-е место в женской индивидуальной гонке с раздельным стартом. Проведя один сезон в команде Team Hitec Products, в сентябре 2014 года было объявлено, что Молман подписала первоначальный двухлетний контракт с Bigla Pro Cycling Team с 2015 года.
В 2018 году она заняла 2-е общее место в гонках «Джиро Роза» и La Flèche Wallonne Féminine. Она также заняла последнее место на подиуме в Ла-Курс Ле Тур де Франс. В 2019 году она заняла 4-е общее место на Джиро Роза и 5-е место в Ла-Курс Ле Тур де Франс.
В сентябре 2020 года Мулман подписала двухлетний контракт с командой SD Worx, начиная с сезона 2021 года. На Джиро Роза 2021 года она заняла 2-е место и выиграла 9-й этап. В июле 2022 года она была названа одним из фаворитов перед гонкой на первом этапе Тур де Франс среди женщин.

## Личная жизнь
Молман замужем за полупрофессиональным триатлонистом XTERRA, Карлом Пасио. Молман получила учёную степень в области химического машиностроения в университете Стелленбош, где она познакомилась со своим будущим мужем.

## Достижения
2009
2-я на групповой гонке, Чемпионат ЮАР по шоссейному велоспорту
2010
10-я на Опен Воргорда TTT
2011
Чемпионат Африки по шоссейному велоспорту
1-я на  групповой гонке
2-я на  индивидуальной гонке
2-я на индивидуальной гонке, Чемпионат ЮАР по шоссейному велоспорту
2-я на Tour Cycliste Féminin International de l'Ardèche
Iurreta-Emakumeen Bira
6-я генеральной классификации
1-я на горной классификации
9-я на Халле — Бёйзинген
9-я на Durango-Durango Emakumeen Saria
9-я на Open de Suède Vårgårda TTT
2012
Чемпионат Африки по шоссейному велоспорту
1-я на  групповой гонке
1-я на  индивидуальной гонке
Чемпионат ЮАР по шоссейному велоспорту
 групповой гонке
2-я на индивидуальной гонке
1-я на  горной классификации Гран-при Эльзи Якобс
Tour Cycliste Féminin International de l'Ardèche
2-я в генеральной классификации
2-й этап (ITT)
Тур Фри-Стейта
3-я в генеральной классификации
4-й этап
5-я на Флеш Валонь Фемм
10-я на Джиро Донне
10-я на Трофей Альфредо Бинды — комунны Читтильо
2013
Чемпионат Африки по шоссейному велоспорту
1-я на  групповой гонке
1-я на  индивидуальной гонке
Чемпионат ЮАР по шоссейному велоспорту
 групповой гонке
 индивидуальной гонке
1-я на Holland Hills Classic
2-я на Tour Cycliste Féminin International de l'Ardèche
3-я на Флеш Валонь Фемм
4-я на Tour Languedoc Roussillon
5-я на Durango-Durango Emakumeen Saria
8-я на Giro Donne
2014
Чемпионат ЮАР по шоссейному велоспорту
 групповой гонке
 индивидуальной гонке
2-я на Ле-Самен
3-я на  групповой гонке, Игры Содружества
4-я на Emakumeen Euskal Bira
5-я на Флеш Валонь Фемм
5-я на Gooik–Geraardsbergen–Gooik
8-я на Омлоп Хет Ниувсблад
8-я на Durango-Durango Emakumeen Saria
10-я на Holland Hills Classic
2015
Чемпионат Африки по шоссейному велоспорту
1-я на  групповой гонке
1-я на  индивидуальной гонке
1-я на  командной гонке
Чемпионат ЮАР по шоссейному велоспорту
 групповая гонка
 индивидуальная гонка
Auensteiner–Radsporttage
генеральная классификация
горная классификация
3-й этап
1-я на 94.7 Cycle Challenge
2-я на Emakumeen Euskal Bira
2-я на Джиро дель Эмилия
4-я на Джиро Донне
4-я на Strade Bianche Women
4-я на Флеш Валонь Фемм
4-я на GP de Plouay
6-я на Ле-Самен
7-я на Гран-при Эльзи Якобс
7-я на Хроно Наций
10-я на Трофей Альфредо Бинды — комунны Читтильо
10-я на Тур Фландрии (женский)
2016
Auensteiner–Radsporttage
генеральная классификация
2b-й этап
Giro della Toscana Int. Femminile – Memorial Michela Fanini
генеральная классификация
очковая классификация
пролог и 1-й этап
2-я на The Women's Tour
2-я на Опен Воргорда TTT
2-я на Giro dell'Emilia Internazionale Donne Elite
3-я на  командной гонке, Чемпионат мира по шоссейным велогонкам
3-я на Emakumeen Euskal Bira
3-я на Holland Hills Classic
4-я на Гран-при Эльзи Якобс
5-я на SwissEver GP Cham-Hagendorn
6-я на Тура Тюрингии
8-я на Pajot Hills Classic
10-я на групповой гонке, Олимпийские игры
2017
Чемпионат ЮАР по шоссейному велоспорту
 индивидуальной гонке
3-я на групповой гонке
Эмакумин Бира
генеральная классификация
очковая классификация
горная классификация
5-й этап
Джиро ди Тоскана — Мемориал Микелы Фанини
генеральная классификация
очковая классификация
горная классификация
2-й этап
1-я на La Classique Morbihan
1-я на Grand Prix de Plumelec-Morbihan Dames
1-я на 947 Cycle Challenge
2-я на Опен Воргорда TTT
Чемпионат мира по шоссейным велогонкам
3-я на  командной гонке
7-я на индивидуальной гонке
3-я на Setmana Ciclista Valenciana
Гран-при Эльзи Якобс
3-я генеральной классификации
Пролог
6-я на Флеш Валонь Фемм
6-я на Liège–Bastogne–Liège
7-я на The Women's Tour
9-я на Амстел Голд Рейс
10-я на Трофей Альфредо Бинды — комунны Читтильо
2018
1-я на La Classique Morbihan
1-я на Grand Prix de Plumelec-Morbihan Dames
2-я на Setmana Ciclista Valenciana
1-я на  горной классификации
2-я на Джиро Роза
2-я на Флеш Валонь Фемм
3-я на La Course by Le Tour de France
3-я на Опен Воргорда TTT
3-я на Тур Норвегии TTT
4-я на Тур Фландрии
4-я на Liège–Bastogne–Liège
6-я на Emakumeen Euskal Bira
6-я на Дварс дор Фландерен
7-я на Gent–Wevelgem
8-я на Гран-при Эльзи Якобс
8-я на Strade Bianche Women
8-я на Гран-при Плуэ — Бретань
2019
1-я на  индивидуальной гонке, Африканские игры
Чемпионат ЮАР по шоссейному велоспорту
 групповой гонке
4-я на индивидуальной гонке
1-я на Emakumeen Nafarroako Klasikoa
1-я на Taiwan KOM Challenge
3-я на Setmana Ciclista Valenciana
3-я на Туре Калифорнии
4-я на Джиро Роза
4-я на Кэдел Эванс Грейт Оушен Роуд
5-я на La Course by Le Tour de France
6-я на Strade Bianche Women
6-я на Clasica Femenina Navarra
7-я на Флеш Валонь Фемм
8-я на групповой гонке, Чемпионат мира по шоссейным велогонкам
2020
1-я на  Чемпионат мира по кибервелоспорту
Чемпионат ЮАР по шоссейному велоспорту
 индивидуальной гонке
 групповой гонке
6-я на Джиро Роза
6-я на Durango-Durango Emakumeen Saria
6-я на Флеш Валонь Фемм
2021
Джиро Роза
2-я на генеральной классификации
9-й этап
2-я на  Тур Норвегии
4-я на Emakumeen Nafarroako Klasikoa
7-я на Liège–Bastogne–Liège
7-я на Brabantse Pijl
8-я на индивидуальной гонке, Олимпийские игры
8-я на  Vuelta a Burgos Feminas
9-я на Амстел Голд Рейс
9-я на Гран-при Плуэ
2022
3-я на Strade Bianche
4-я на Чемпионат мира по кибервелоспорту
4-я на Флеш Валонь Фемм
4-я на Liège–Bastogne–Liège
4-я на Durango-Durango Emakumeen Saria
7-я на Амстел Голд Рейс
8-я на Brabantse Pijl
10-я на Трофей Альфредо Бинды — комунны Читтильо
Тур Романдии

### Общая хронология результатов
| Гранд-тур                                       | Гранд-тур       | Гранд-тур       | Гранд-тур       | Гранд-тур       | Гранд-тур       | Гранд-тур | Гранд-тур | Гранд-тур      | Гранд-тур      | Гранд-тур      | Гранд-тур      | Гранд-тур      | Гранд-тур      |
| Гранд-тур                                       | 2010            | 2011            | 2012            | 2013            | 2014            | 2015      | 2016      | 2017           | 2018           | 2019           | 2020           | 2021           | 2022           |
| ----------------------------------------------- | --------------- | --------------- | --------------- | --------------- | --------------- | --------- | --------- | -------------- | -------------- | -------------- | -------------- | -------------- | -------------- |
| Джиро Роза                                      | 17              | 13              | 10              | 8               | 13              | 4         | —         | DNF            | 2              | 4              | 6              | 2              | ?              |
| Многодневки                                     |                 |                 |                 |                 |                 |           |           |                |                |                |                |                |                |
| Многодневка                                     | 2010            | 2011            | 2012            | 2013            | 2014            | 2015      | 2016      | 2017           | 2018           | 2019           | 2020           | 2021           | 2022           |
| Гран-при Эльзи Якобс                            | —               | —               | 11              | 18              | 17              | 7         | 4         | 3              | 8              | —              | NH             | —              | —              |
| Тур Калифорнии                                  | Не существовала | Не существовала | Не существовала | Не существовала | Не существовала | —         | —         | —              | —              | 3              | Не проводилась | Не проводилась | Не проводилась |
| Эмакумин Бира                                   | 11              | 6               | DNF             | DNF             | 4               | 2         | 3         | 1              | 6              | —              | Не проводилась | Не проводилась | Не проводилась |
| Джиро дель Трентино-Альто-Адидже — Южный Тироль | —               | —               | —               | —               | —               | —         | —         | —              | Не проводилась | Не проводилась | Не проводилась | Не проводилась | Не проводилась |
| The Women's Tour                                | Не существовала | Не существовала | Не существовала | Не существовала | 23              | —         | 2         | 7              | —              | DNF            | NH             | —              | IP             |
| Тур Тюрингии                                    | —               | —               | —               | —               | —               | —         | 6         | —              | —              | —              | NH             | —              | —              |
| Тур Норвегии                                    | Не существовала | Не существовала | Не существовала | Не существовала | —               | 17        | —         | —              | —              | —              | NH             | 2              | NH             |
| Рут де Франс феминин                            | —               | —               | —               | DNF             | —               | —         | —         | Не проводилась | Не проводилась | Не проводилась | Не проводилась | Не проводилась | Не проводилась |
| Тур Бельгии                                     | Не существовала | Не существовала | —               | —               | 15              | —         | —         | —              | —              | —              | NH             | —              |                |
| Holland Ladies Tour                             | —               | —               | —               | —               | —               | —         | —         | —              | —              | 17             | NH             | —              |                |
| Giro della Toscana Int. Femminile               | —               | DNF             | —               | —               | —               | —         | 1         | 1              | —              | —              | NH             | —              |                |

| —   | Не участвовала       |
| DNF | Не финишировала      |
| IP  | В процессе           |
| NH  | Гонка не проводилась |

## Рейтинги
| Год                 | 2009  | 2010  | 2011 | 2012 | 2013 | 2014 | 2015 | 2016 | 2017 | 2018 | 2019 | 2020 | 2021 | 2022 | 2023 | 2024 |
| ------------------- | ----- | ----- | ---- | ---- | ---- | ---- | ---- | ---- | ---- | ---- | ---- | ---- | ---- | ---- | ---- | ---- |
| Мировой рейтинг UCI | 270-й | 244-й | 40-й | 18-й | 27-й | 27-й | 6-й  | 12-й | 8-й  | 5-й  | 17-й | 24-й | 16-й | 14-й | 19-й | 44-й |
| Мировой кубок UCI   | -     | 66-й  | 41-й | 20-й | 22-й | 25-й | 9-й  |      |      |      |      |      |      |      |      |      |
| Мировой тур UCI     |       |       |      |      |      |      |      | 27-й | 20-й | 6-й  | 16-й | 25-й | 13-й | 10-й | 20-й | 47-й |
|                     |       |       |      |      |      |      |      |      |      |      |      |      |      |      |      |      |
| Источник: UCI       |       |       |      |      |      |      |      |      |      |      |      |      |      |      |      |      |